# 王晓和
王晓和（1952年—），中国前足球运动员，教练员，曾出于援外交流原因到巴基斯坦执教至少三次，于2003至2004年间担任巴基斯坦国家足球队主教练。

## 职业生涯
王晓和于20世纪70年代效力八一足球队，曾入选1974年中国国家队亚运会大名单，亦有入选1975年友谊赛大名单和仅入选青年队的不同说法。

## 教练生涯
20世纪80年代末，王晓和到巴基斯坦，作为巴基斯坦国家队教练组成员之一获得1989年南亚运动会金牌。此后王晓和执教巴基斯坦军队俱乐部，1995年回中国，1999年带领解放军超能队冲上甲B联赛，随后解放军超能被长春亚泰收购，王晓和转而执教与八一足球队有合作关系的西安安馨园，但带队未能完成冲甲目标而被解雇，再次回巴基斯坦执教军队俱乐部。
2003年年末，王晓和在军队俱乐部推荐下被巴基斯坦足协任命为国家队主教练，其于任职期间实行高强度的体能耐力训练。2004年南亚运动会，巴基斯坦足球队再次夺金，由于巴基斯坦足协对于王晓和续约一事意愿不强，王晓和随后离任，2005年再次返巴执教。